# Сіліцка Яблоніца
Сіліцка Яблоніца (словац. Silická Jablonica) — село в окрузі Рожнява Кошицького краю Словаччини, історична область Гемера. Площа села 25,57 км². Станом на 31 грудня 2016 року в селі проживав 191 житель.

## Історія
Перші згадки про село датуються 1386 роком.

## Населення
| Рік:            | 1994. | 2004.    | 2014.    | 2024.    |
| --------------- | ----- | -------- | -------- | -------- |
| Кількість осіб: | 281   | 231      | 194      | 172      |
| Різниця:        |       | -17,79 % | -16,01 % | -11,34 % |

| Рік:            | 2023. | 2024.   |
| --------------- | ----- | ------- |
| Кількість осіб: | 179   | 172     |
| Різниця:        |       | -3,91 % |